# Одинак Мирослав Михайлович
Мирослав Михайлович Одинак (нар. 19 січня 1946, Борівці, Кіцманський район, Чернівецька область, УРСР, СРСР) — радянський і російський невролог українського походження, полковник медичної служби, член-кореспондент РАМН (2005), член-кореспондент РАН (2014).

## Біографія
Народився 19 січня 1946 року в селі Борівці Кіцманського району Чернівецької області УРСР.
У 1969 році закінчив військово-медичний факультет Саратовського військово-медичного інституту.
Після закінчення ВНЗ проходив службу у військовій ланці на посаді старшого лікаря — начальника медичного пункту частин Військово-повітряних сил у селищі Сєща Брянської області.
З 1973 року працював у Військово-медичній академії імені С. М. Кірова, пройшовши шлях від ординатора при кафедрі нервових хвороб до старшого викладача кафедри нервових хвороб (1990), начальника кафедри нервових хвороб — Головного невропатолога МО РФ (1994), завідувача кафедри нервових хвороб — Головного невролога МО РФ (2006), професора кафедри нервових хвороб ВМА (з 2014 року).
У 1980 році захистив кандидатську, а в 1995 році — докторську дисертацію, тема: «Неврологія поєднаної черепно-мозкової травми».
У 1995 році присвоєно вчене звання професора.
У 2005 році — обраний членом-кореспондентом РАМН.
У 2014 році став членом-кореспондентом РАН (в рамках приєднання РАМН і РАСГН до РАН).

## Наукова діяльність
Веде наукові дослідження, присвячені травматологічним ушкодженням центральної нервової системи в умовах мирного і воєнного часу, впливам екстремальних чинників на нервову систему, травмам периферичних нервів.
Автор понад 600 наукових праць, зокрема 11 монографій (серед них монографія «Неврологія контузійно-коммоційних ушкоджень мирного і воєнного часу»), 47 посібників для лікарів, підручників, навчальних посібників, методичних посібників і рекомендацій, довідників (серед них «Клінічна діагностика в неврології» (2007), «Вказівки з військової неврології та психіатрії» (2007), «Захворювання і травми периферичної нервової системи» (2008), «Топічна діагностика захворювань і травм нервової системи» (2010), «Нервові хвороби» (2014)).
Член редради журналу «Доктор.Ру».
Під його керівництвом захищено 20 докторських і 42 кандидатські дисертації.

## Нагороди
- Орден «Знак Пошани»
- Заслужений лікар Російської Федерації (1995)[2]
- Відзнака «За бездоганну службу»
- Почесний доктор ВМА (2011)